# Herstedøster Idræts Club
Herstedøster Idræts Club (kendt som HIC og Herstedøster IC) er en idrætsforening i Albertslund Kommune, nærmere bestemt Herstedøster. Klubben spiller i Sjællandsserien.
HIC blev stiftet d. 14. maj 1920 og har ca. 700 medlemmer. Klubben har tidligere haft håndbold og gymnastik på programmet, men er nu primært en fodboldklub.